# Blanche-Église
Pour les articles homonymes, voir Weisskirchen.
Blanche-Église est une commune française située dans le département de la Moselle, en région Grand Est.

## Géographie
La commune fait partie du Parc naturel régional de Lorraine.

### Communes limitrophes
| Mulcey | Val-de-Bride   | Dieuze               |
|        | Blanche-Église |                      |
| Marsal | Juvelize       | Guéblange-lès-Dieuze |

### Hydrographie
La commune est située dans le bassin versant du Rhin au sein du bassin Rhin-Meuse. Elle est drainée par la Seille, le ruisseau de Gueblange et le ruisseau du Grand Breuil.
La Seille, d'une longueur totale de 137,7 km, prend sa source dans la commune de Maizières-lès-Vic et se jette  dans la Moselle à Metz en limite avec Saint-Julien-lès-Metz, après avoir traversé 57 communes.
Le ruisseau de Gueblange, d'une longueur totale de 16,6 km, prend sa source dans la commune de Maizières-lès-Vic et se jette  dans la Seille sur la commune face à la commune de Mulcey, après avoir traversé six communes.

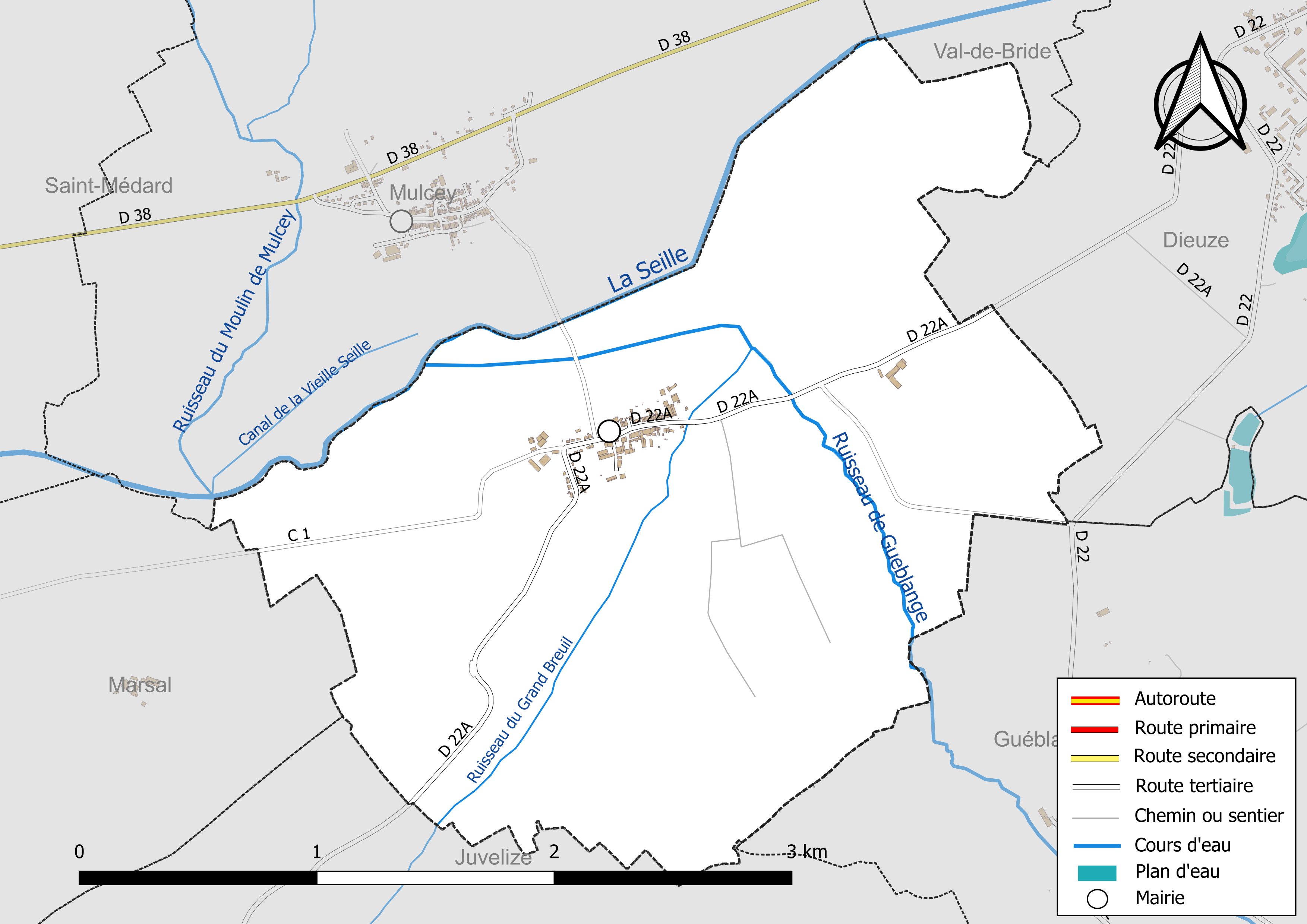
Réseaux hydrographique et routier de Blanche-Église.

La qualité des eaux des principaux cours d’eau de la commune, notamment de la Seille et du ruisseau de Gueblange, peut être consultée sur un site spécial géré par les agences de l’eau et l’Agence française pour la biodiversité. Ainsi en 2019, dernière année d'évaluation disponible en 2022, l'état écologique du ruisseau de Gueblange était jugé mauvais (rouge).

### Climat
Pour des articles plus généraux, voir Climat du Grand Est et Climat de la Moselle.
En 2010, le climat de la commune est de type climat des marges montargnardes, selon une étude du Centre national de la recherche scientifique s'appuyant sur une série de données couvrant la période 1971-2000. En 2020, Météo-France publie une typologie des climats de la France métropolitaine dans laquelle la commune est exposée à un climat semi-continental et est dans la région climatique  Lorraine, plateau de Langres, Morvan, caractérisée par un hiver rude (1,5 °C), des vents modérés et des brouillards fréquents en automne et hiver. 
Pour la période 1971-2000, la température annuelle moyenne est de 10 °C, avec une amplitude thermique annuelle de 17,1 °C. Le cumul annuel moyen de précipitations est de 821 mm, avec 11,8 jours de précipitations en janvier et 9 jours en juillet. Pour la période 1991-2020, la température moyenne annuelle observée sur la station météorologique de Météo-France la plus proche, « Rodalbe », sur la commune de Rodalbe à 13 km à vol d'oiseau, est de 10,6 °C et le cumul annuel moyen de précipitations est de 737,2 mm. 
La température maximale relevée sur cette station est de 38,7 °C, atteinte le 24 juillet 2019 ; la température minimale est de −18,1 °C, atteinte le 26 décembre 2010,,. 
Les paramètres climatiques de la commune ont été estimés pour le milieu du siècle (2041-2070) selon différents scénarios d'émission de gaz à effet de serre à partir des nouvelles projections climatiques de référence DRIAS-2020. Ils sont consultables sur un site spécial publié par Météo-France en novembre 2022.

## Urbanisme

### Typologie
Au 1er janvier 2024, Blanche-Église est catégorisée commune rurale à habitat dispersé, selon la nouvelle grille communale de densité à sept niveaux définie par l'Insee en 2022.
Elle est située hors unité urbaine. Par ailleurs la commune fait partie de l'aire d'attraction de Dieuze, dont elle est une commune de la couronne,. Cette aire, qui regroupe 31 communes, est catégorisée dans les aires de moins de 50 000 habitants,.

### Occupation des sols
L'occupation des sols de la commune, telle qu'elle ressort de la base de données européenne d’occupation biophysique des sols Corine Land Cover (CLC), est marquée par l'importance des territoires agricoles (86,2 % en 2018), une proportion identique à celle de 1990 (86,2 %). La répartition détaillée en 2018 est la suivante : 
terres arables (56,1 %), prairies (30,1 %), forêts (10,1 %), zones urbanisées (3,7 %). L'évolution de l’occupation des sols de la commune et de ses infrastructures peut être observée sur les différentes représentations cartographiques du territoire : la carte de Cassini (XVIIIe siècle), la carte d'état-major (1820-1866) et les cartes ou photos aériennes de l'IGN pour la période actuelle (1950 à aujourd'hui).

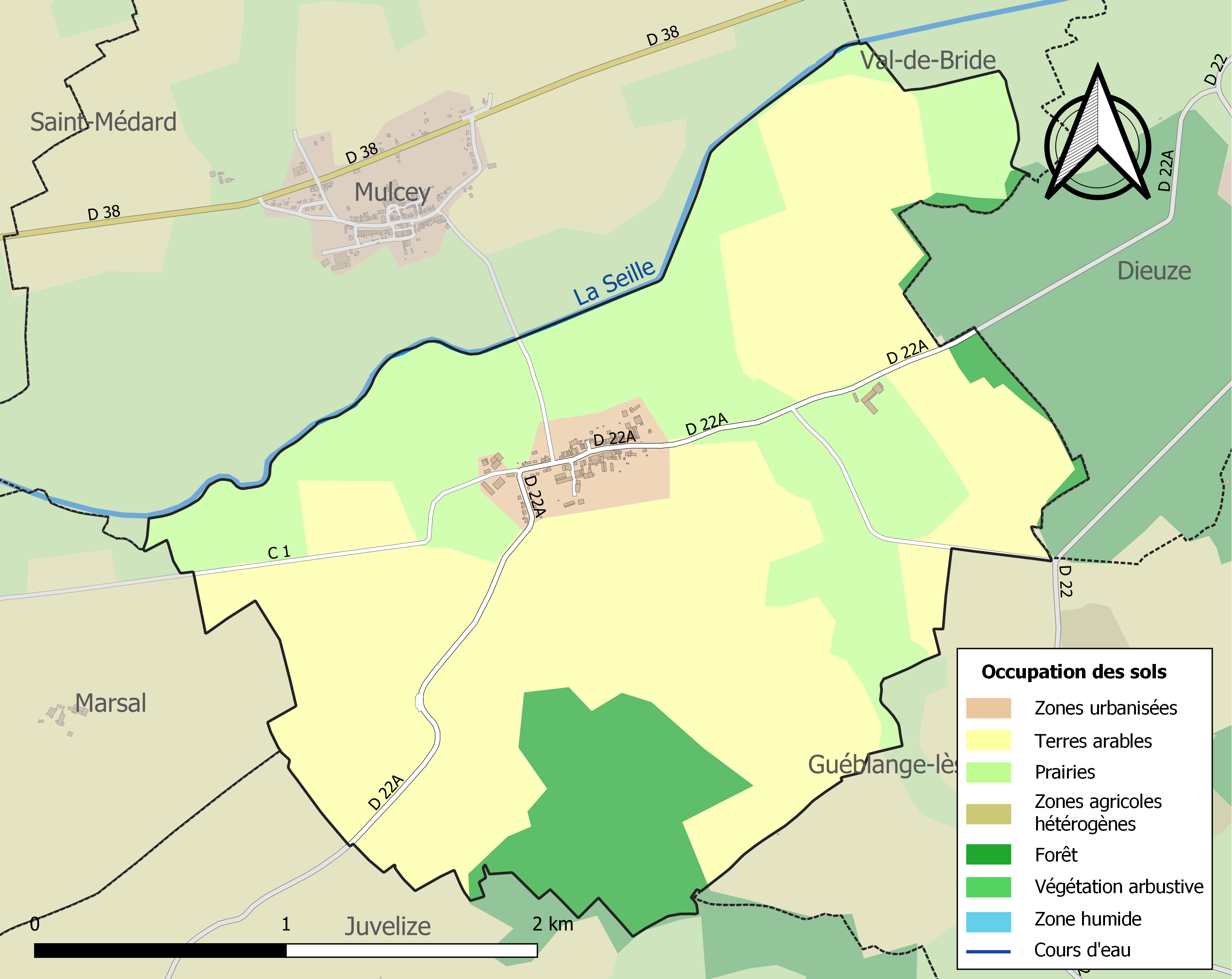
Carte des infrastructures et de l'occupation des sols de la commune en 2018 (CLC).

## Toponymie
- Alba Ecclesia (1314), Veiskirchen (XVIIIe siècle)[16], Blanche Église (1793), Weißkirchen (1871-1918 et 1940-1944).

## Histoire
C'est un ancien domaine de l'abbaye Saint-Maximin de Trèves dans la prévôté de Dieuze (duché de Lorraine).

## Politique et administration
| Période                                  | Période   | Identité           | Étiquette | Qualité |
| ---------------------------------------- | --------- | ------------------ | --------- | ------- |
| Les données manquantes sont à compléter. |           |                    |           |         |
| avant 1981                               | ?         | Rémi Rousselle     |           |         |
| mars 1989                                | mars 2008 | Jean- Paul Léonard |           |         |
| mars 2008                                | mai 2020  | Olivier Rousselle  |           |         |
| mai 2020                                 | En cours  | Alain Boubel       |           |         |

## Démographie
L'évolution du nombre d'habitants est connue à travers les recensements de la population effectués dans la commune depuis 1793. Pour les communes de moins de 10 000 habitants, une enquête de recensement portant sur toute la population est réalisée tous les cinq ans, les populations de référence des années intermédiaires étant quant à elles estimées par interpolation ou extrapolation. Pour la commune, le premier recensement exhaustif entrant dans le cadre du nouveau dispositif a été réalisé en 2007.

En 2022, la commune comptait 105 habitants, en évolution de −8,7 % par rapport à 2016 (Moselle : +0,52 %, France hors Mayotte : +2,11 %).
| 1793 | 1800 | 1806 | 1821 | 1831 | 1836 | 1841 | 1846 | 1851 |
| ---- | ---- | ---- | ---- | ---- | ---- | ---- | ---- | ---- |
| 190  | 179  | 181  | 176  | 200  | 260  | 256  | 226  | 229  |

| 1856 | 1861 | 1871 | 1875 | 1880 | 1885 | 1890 | 1895 | 1900 |
| ---- | ---- | ---- | ---- | ---- | ---- | ---- | ---- | ---- |
| 200  | 198  | 197  | 184  | 199  | 188  | 187  | 153  | 153  |

| 1905 | 1910 | 1921 | 1926 | 1931 | 1936 | 1946 | 1954 | 1962 |
| ---- | ---- | ---- | ---- | ---- | ---- | ---- | ---- | ---- |
| 148  | 145  | 113  | 113  | 104  | 107  | 134  | 102  | 99   |

| 1968 | 1975 | 1982 | 1990 | 1999 | 2006 | 2007 | 2012 | 2017 |
| ---- | ---- | ---- | ---- | ---- | ---- | ---- | ---- | ---- |
| 83   | 93   | 110  | 115  | 115  | 132  | 134  | 126  | 113  |

| 2022 | - | - | - | - | - | - | - | - |
| ---- | - | - | - | - | - | - | - | - |
| 105  | - | - | - | - | - | - | - | - |

## Culture locale et patrimoine

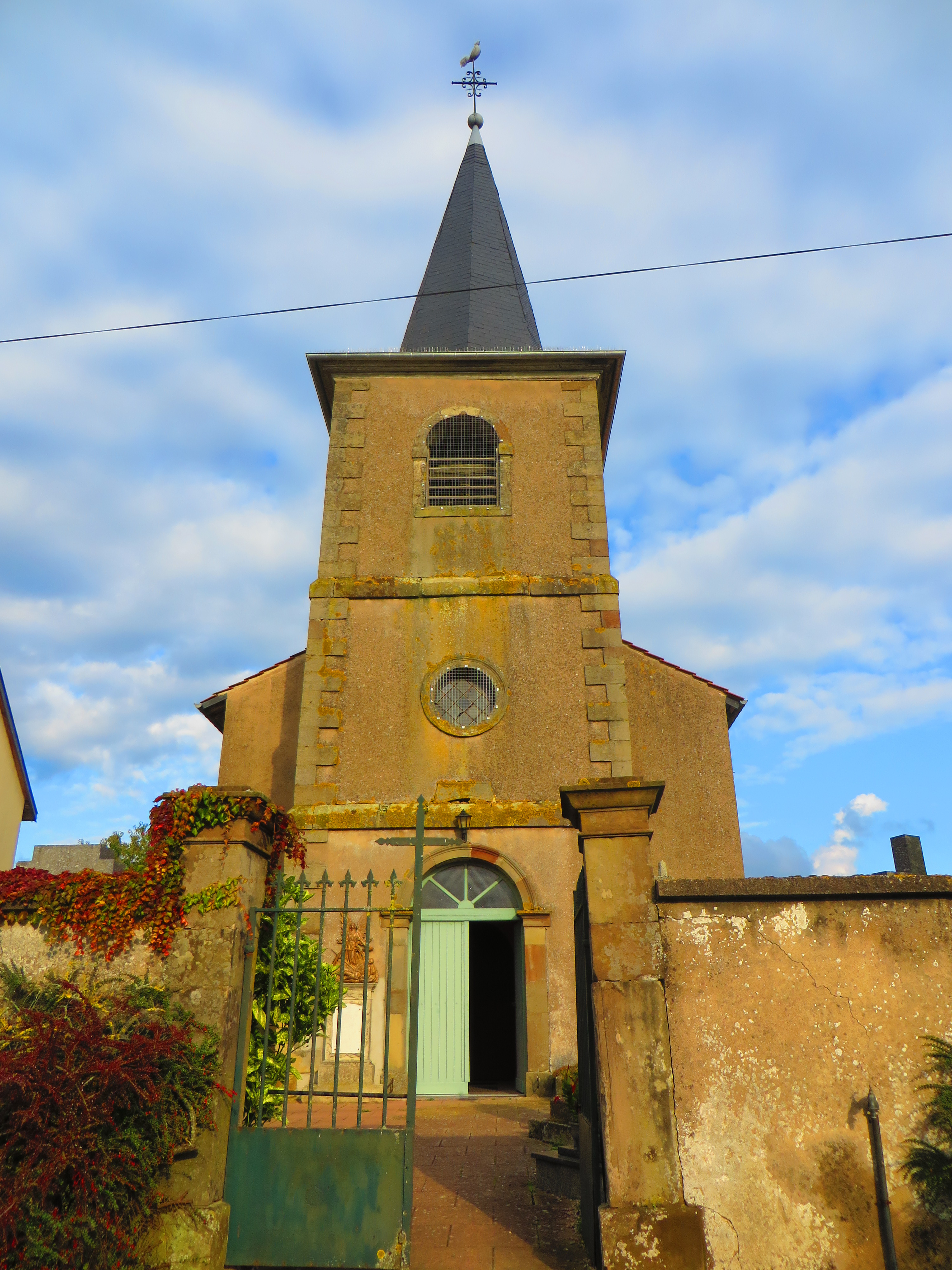
Église Saint-Maximin

### Lieux et monuments
- Passage de la voie romaine.
- Église Saint-Maximin (1775) : autel des statues de saint Pierre et de saint Paul (XVIIIe siècle).